# Randa Chahal Sabbagh
Randa Chahal Sabbagh (àrab: رندا شهال صباغ, Randā Xahāl Ṣabbāḡ) (Trípoli, Líban, 11 de desembre de 1953 - Villejuif, França, 24 d'agost de 2008) va ser una directora, productora i guionista de cinema libanesa. Chahal era filla d'una mare iraquiana i d'un pare libanès. Va morir de càncer el 25 d'agost de 2008 a París, a l'edat de 54 anys.

## Carrera
Chahal va començar la seva carrera amb documentals, però va passar als llargmetratges a la dècada de 1990, tot i que va conservar "el nas de documentalista per a temes polèmics". S'informa que va dir: "A les meves pel·lícules descobreixes un denominador comú. Observes que la càmera només es mou de dreta a esquerra exactament com l'escriptura àrab."
Chahal va ser membre del jurat al 64a Mostra Internacional de Cinema de Venècia a la secció Opera Prima.
Les Infidèles, un drama del 1997, tracta sobre la relació entre un diplomàtic francès i un antic islamista que accepta cedir els noms dels seus col·legues si el govern francès deixa en llibertat un amic empresonat.
Civilisées estrenada el 1999, és una comèdia negra sobre la Guerra civil libanesa, que va matar almenys 100.000 persones. Sabbagh va desplegar un "elenc vodevilià" que inclou criats i filantrops estrangers, expatriats visitants, milicians i delinqüents, en una història profana i desunificada que barreja elements d'obres absurdes. Uns 40 minuts de la pel·lícula van ser censurats per la seva "obscenitat" i "representació poc elogiosa del Líban durant aquest període especialment desagradable de la seva història". Posteriorment només es va projectar una vegada, al Beirut International Film Festival.
Chahal es va fer notar el 2003 amb Le cerf-volant, que va rebre el Lleó de Plata al 60a Mostra Internacional de Cinema de Venècia de 2003 i va guanyar diversos premis prestigiosos i internacionals. Ambientada en un poble discret del sud del Líban, la pel·lícula tracta sobre l'amor, la vida, la mort i l'absurd de l'ocupació israeliana, vista des de la perspectiva d'una família drusa separada arran de la divisió del seu poble en dos amb una meitat annexada a Israel.
El 2005, Chahal va iniciar un nou projecte amb el distingit productor libanès-americà Elie Samaha amb el títol provisional Too Bad for Them. S'esperava que la pel·lícula combines comèdia, música, dansa i política, i les disparitats socioeconòmiques nord-sud. No hi ha notícies de la seva estrena

## Filmografia
| Any  | Títol                     | Notes |
| ---- | ------------------------- | --- |
| 2002 | Le Cerf-Volant (The Kite) | - Global Lens (Global Film Initiative), Nova York, 2008 - Prix de la bande Sonore, Bastia, 2004 - Premi de TV5, Bèlgica, 2004 - Lleó de Plata, Gran Premi del Jurat, Festival de Cinema de Venècia, 2003 - Prix de la Lanterne Magique, Festival de Cinema de Venècia, 2003 - Prix de la paix- Gillo Pontecorvo, Festival de Cinema de Venècia, 2003 - Premi internacional de la música y del cine, Auxerre, 2003 |
| 2000 | Souha, survivre à l'enfer | - Selecció Fipa, 2001 |
| 1999 | Civilisées                | - Premi Nestor Almendros, Nova York, 2000 - Selecció oficial, Festival de Cinema de Venècia, 1999 |
| 1997 | Les Infidèles             | - Secció oficial, Festival Internacional de Cinema de Locarno, 1997 |
| 1995 | Nos Guerres Imprudentes   | - Premi biennal, Institut du Monde Arabe, París, 1996 - Secció oficial, Festival Internacional de Cinema de Locarno, 1995 - Rencontres Internationales, París, 1995 |
| 1991 | Écrans de Sable           | - Selecció oficial, Festival de Cinema de Venècia, 1991 - Premi Director, XII edició de la Mostra de València - Premi de la Música, la Baule |
| 1984 | Cheikh Imam               | - Documental, 52 minuts |
| 1980 | Liban d'Autrefois         | - Premi del Jurat, Festival de Cinema de Cartago |
| 1978 | Pas à Pas                 | - Documental, 80 minuts - Premi, Festival des Pays francophones de Namu |